# 拉沙佩勒埃尔布雷
拉沙佩勒埃尔布雷（法語：La Chapelle-Erbrée，法語發音：[la ʃapɛl ɛʁbʁe]）是法国伊勒-维莱讷省的一个市镇，位于该省东部，属于富热尔-维特雷区。

## 地理
拉沙佩勒埃尔布雷（48°8'28"N, 1°6'2"W）面积11.98 平方千米，位于法国布列塔尼大區伊勒-维莱讷省，该省份为法国西北部沿海省份，位于布列塔尼半岛东部，北濒大西洋，西接阿摩尔滨海省和莫尔比昂省，南至大西洋卢瓦尔省，西南端接曼恩-卢瓦尔省，东临马耶讷省，东北与芒什省接壤。
与拉沙佩勒埃尔布雷接壤的市镇（或旧市镇、城区）包括：埃尔布雷、圣梅尔韦、布尔贡。

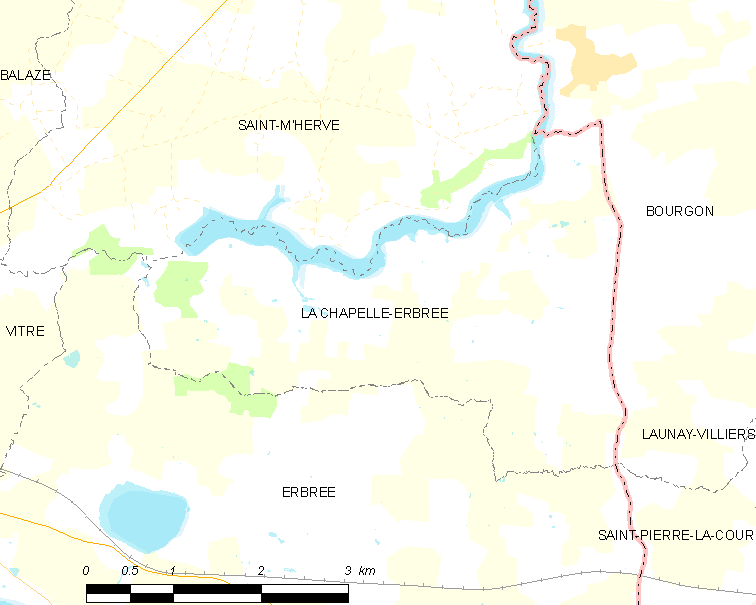
拉沙佩勒埃尔布雷的OSM定位图

拉沙佩勒埃尔布雷的时区为UTC+01:00、UTC+02:00（夏令时）。

## 行政
拉沙佩勒埃尔布雷的邮政编码为35500，INSEE市镇编码为35061。

## 政治
拉沙佩勒埃尔布雷所属的省级选区为维特雷县。

## 人口

1962-2008年间拉沙佩勒埃尔布雷人口变化图示

拉沙佩勒埃尔布雷于2022年1月1日时的人口数量为723人。